# Acrotíri e Deceleia
Acrotíri e Deceleia ou Decelia (em inglês: Akrotiri and Dhekelia; em grego: Ακρωτήρι και Δεκέλεια, tr. Akrotíri kai Dekéleia; em turco: Ağrotur ve Dikelya), são um território britânico ultramarino na ilha de Chipre. De acordo com os termos do tratado de independência de Chipre, assinado em 1960 entre o Reino Unido, Grécia, Turquia e os representantes das comunidades cipriotas gregas e turcas, as duas bases navais e os terrenos adjacentes mantiveram-se em posse britânica.
O território é constituído por duas áreas. Uma delas é Acrotíri (em grego: Ακρωτήρι; em turco: Ağrotur), que inclui duas bases militares, o acantonamento de Episcópi, a cidade de Acrotirí, o Lago Salgado de Limassol e ainda partes de outros onze distritos. A outra área e nomeada como Deceleia ou Decelia (em grego: Δεκέλεια; em turco: Dikelya), que inclui uma base em Ágios e partes de doze distritos. No total, as bases têm uma população de cerca de 14 500 habitantes, dos quais 7000 são cipriotas e 7500 são pessoal militar britânico e respetivas famílias.

## Bases

### Deceleia (Dhekelia)
A Base Soberana de Deceleia (em inglês: Dhekelia Sovereign Base Area), também designada Base Soberana Oriental, com 130,8 km² e localizada na costa sueste da ilha, perto da cidade de Famagusta, é a maior desta área. Seu território inclui três pequenos enclaves cipriotas e encontra-se em contacto com Linha Verde de Chipre, que divide a ilha nas partes grega e turca.

### Acrotíri (Akrotiri)
A área da Base Soberana de Acrotíri está localizada na costa sudoeste de Chipre, na península de Acrotíri, próximo a cidade de Limassol. Tem cerca de 123 km² e inclui o Lago Salgado de Limassol, além de terras úmidas adjacentes.
O território é ocupado por cerca de 2 000 militares e mais 5 500 cidadãos britânicos, familiares dos militares e do pessoal civil das bases. Os cidadãos cipriotas que trabalham nas bases não vivem ali.
Então nomeado pela rainha, o administrador destas Bases Britânicas Soberanas é Jamie Gordon, que responde diretamente ao Ministério da Defesa Britânico.